# Matthew Shipp

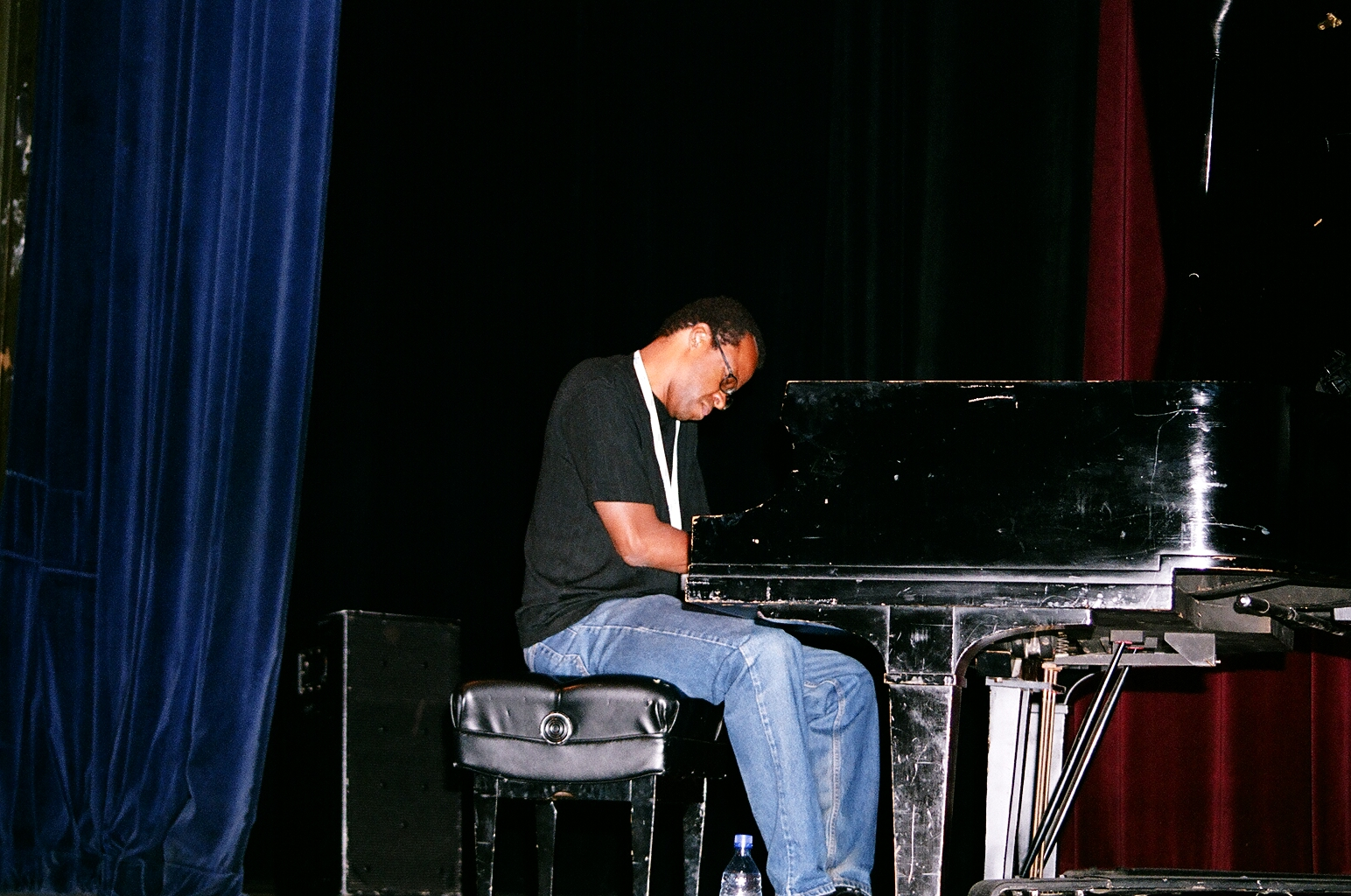
Shipp bei einem Konzert im September 2005

Matthew Shipp (* 7. Dezember 1960 in Wilmington, Delaware) ist ein US-amerikanischer Pianist des Creative Jazz.

## Leben und Wirken
Shipp hatte ab dem fünften Lebensjahr Klavierunterricht und interessierte sich ab dem zwölften Lebensjahr für Jazz. Er studierte zunächst an der University of Delaware, wechselte dann zum New England Conservatory of Music, wo er Schüler von Ran Blake wurde. Shipp war Mitglied im David S. Ware Quartett. Er gründete ein eigenes Quartett mit Saxophonist Rob Brown, Bassist William Parker, mit dem er auch im Duo auftrat, und Schlagzeuger Whit Dickey. Seine zahlreichen Veröffentlichungen erschienen bei diversen Labels, die ersten eigenen Platten Shipps wurden auf Henry Rollins’ 2.13.61-Label verlegt. Für Thirsty Ear fungierte er zuweilen als Kurator und Direktor.
Shipp hat sich durch konsequentes Festhalten an den Errungenschaften des Free Jazz auch einen Namen in der New Yorker Hip-Hop-Szene gemacht. So spielte er zusammen mit dem Anti-Pop Consortium 2003 die LP Antipop vs Matthew Shipp ein. Mit dem New Yorker Produzenten El-P entstand 2004 im Rahmen der von Shipp seit 2001 kurierten Blue Series bei Thirsty Ear die LP High Water; er nahm weiterhin mit Musikern wie Cecil Taylor, Ivo Perelman (Garden of Jewels, 2021), Susie Ibarra, Hamid Drake, Daniel Carter, DJ Spooky, Roy Campbell, Mat Walerian (Every Dog Has Its Day..., 2020), Whit Dickey (Morph, 2020), Roscoe Mitchell und Kirk Knuffke (Gravity without Airs, 2022) auf. Darüber hinaus legte er 2025 das Buch Mystery School Pianists and Other Writings (Autonomedia) vor, eine Sammlung von Essays, Gedichten, Ehrungen, Nachrufen und weiteren Artikeln.

## Diskografische Hinweise
Solo
- 1995: Symbol Systems
- 2001: Songs
- 2013: Piano Sutras
- 2014: I’ve Been to Many Places[2]
- 2017: Invisible Touch at Taktlos Zürich
- 2020: The Piano Equation (Tao Forms)

Als Leader oder Co-Leader
- 1996: By the Law of Music
- 1998: Gravitational Systems (mit Mat Maneri)
- 2002: Nu Bop (mit Guillermo E. Brown)
- 2003: Good and Evil Sessions
- 2003: Antipop vs. Matthew Shipp (mit Antipop Consortium)
- 2008: Cosmic Suite[3]
- 2010:  Marshall Allen / Matthew Shipp / Joe Morris: Night Logic (RogueArt)
- 2012: Elastic Aspects (mit Michael Bisio und Whit Dickey)
- 2013: Greatest Hits (Thirsty Ear)[4]
- 2015: The Uppercut: Live at Okuden (ESP-Disk), mit Mat Walerian
- 2016: Jungle Live at Okuden (ESP-Disk), mit Mat Walerian und Hamid Drake
- 2016: The Darkseid Recital, mit Darius Jones
- 2016: Bobby Kapp & Matthew Shipp: Cactus (Northern Spy)
- 2017:Toxic: This Is Beautiful Because We Are Beautiful People (ESP-Disk, 2017), mit Mat Walerian, William Parker
- 2018: Matthew Shipp & Roscoe Mitchell: Accelarated Projection (RogueArt)
- 2018: Daniel Carter / William Parker / Matthew Shipp: Seraphic Light [Live at Tufts University] (AUM Fidelity)
- 2019: Matthew Shipp Trio: Signature, mit Michael Bisio und Newman Taylor Baker
- 2019: Gordon Grdina, Matthew Shipp, Mark Helias: Skin and Bones (NotTwo Records)
- 2020: Matthew Shipp String Trio: Symbolic Reality (Rogue Art)
- 2020: John Butcher / Thomas Lehn / Matthew Shipp: The Clawed Stone (RogueArt)
- 2021: Matthew Shipp & Evan Parker: Leonine Aspects (RogueArt)
- 2021: Whit Dickey / William Parker / Matthew Shipp: Village Mothership (Tao Forms)
- 2021: Matthew Shipp, Gerald Cleaver, Allen Lowe & Kevin Ray: Cool with That
- 2022: Daniel Carter, Matthew Shipp, William Parker, Gerald Cleaver: Welcome Adventure! Vol. 2 (577 Records)